# Kim Ji-sung
Kim Ji-sung ((김지성?, 金智星?); Seul, 7 novembre 1924 – Seul, 12 novembre 1982) è stato un calciatore sudcoreano, di ruolo centrocampista.

## Carriera
Prese parte con la Nazionale sudcoreana ai Mondiali del 1954.

## Statistiche

### Cronologia presenze e reti in nazionale
| Cronologia completa delle presenze e delle reti in nazionale ― Corea del Sud | Cronologia completa delle presenze e delle reti in nazionale ― Corea del Sud | Cronologia completa delle presenze e delle reti in nazionale ― Corea del Sud | Cronologia completa delle presenze e delle reti in nazionale ― Corea del Sud | Cronologia completa delle presenze e delle reti in nazionale ― Corea del Sud | Cronologia completa delle presenze e delle reti in nazionale ― Corea del Sud | Cronologia completa delle presenze e delle reti in nazionale ― Corea del Sud | Cronologia completa delle presenze e delle reti in nazionale ― Corea del Sud |
| Data                                                                         | Città                                                                        | In casa                                                                      | Risultato                                                                    | Ospiti                                                                       | Competizione                                                                 | Reti                                                                         | Note                                                                         |
| ---------------------------------------------------------------------------- | ---------------------------------------------------------------------------- | ---------------------------------------------------------------------------- | ---------------------------------------------------------------------------- | ---------------------------------------------------------------------------- | ---------------------------------------------------------------------------- | ---------------------------------------------------------------------------- | ---------------------------------------------------------------------------- |
| 2-1-1949                                                                     | Hong Kong                                                                    | Corea del Sud                                                                | 2 – 3                                                                        | Repubblica di Cina                                                           | Amichevole                                                                   | -                                                                            |                                                                              |
| 14-3-1954                                                                    | Tokyo                                                                        | Corea del Sud                                                                | 2 – 2                                                                        | Giappone                                                                     | Qual. Mondiali 1954                                                          | -                                                                            |                                                                              |
| 4-5-1954                                                                     | Manila                                                                       | Corea del Sud                                                                | 8 – 2                                                                        | Afghanistan                                                                  | Giochi asiatici 1954                                                         | -                                                                            |                                                                              |
| 8-5-1954                                                                     | Manila                                                                       | Taiwan                                                                       | 5 – 2                                                                        | Corea del Sud                                                                | Giochi asiatici 1954                                                         | -                                                                            | 46’                                                                          |
| 20-6-1954                                                                    | Ginevra                                                                      | Turchia                                                                      | 7 – 0                                                                        | Corea del Sud                                                                | Mondiali 1954 - 1º turno                                                     | -                                                                            |                                                                              |
| 26-8-1956                                                                    | Seul                                                                         | Corea del Sud                                                                | 2 – 0                                                                        | Taiwan                                                                       | Qual. Coppa d'Asia 1956                                                      | -                                                                            |                                                                              |
| 2-9-1956                                                                     | Taipei                                                                       | Taiwan                                                                       | 1 – 2                                                                        | Corea del Sud                                                                | Qual. Coppa d'Asia 1956                                                      | -                                                                            |                                                                              |
| 6-9-1956                                                                     | Hong Kong                                                                    | Corea del Sud                                                                | 2 – 2                                                                        | Hong Kong                                                                    | Coppa d'Asia 1956                                                            | 1                                                                            |                                                                              |
| 8-9-1956                                                                     | Hong Kong                                                                    | Israele                                                                      | 1 – 2                                                                        | Corea del Sud                                                                | Coppa d'Asia 1956                                                            | -                                                                            |                                                                              |
| 15-9-1956                                                                    | Hong Kong                                                                    | Corea del Sud                                                                | 5 – 3                                                                        | Vietnam del Sud                                                              | Coppa d'Asia 1956                                                            | -                                                                            |                                                                              |
| 18-2-1958                                                                    | Hong Kong                                                                    | Hong Kong                                                                    | 3 – 2                                                                        | Corea del Sud                                                                | Amichevole                                                                   | -                                                                            |                                                                              |
| 26-5-1958                                                                    | Tokyo                                                                        | Corea del Sud                                                                | 2 – 1                                                                        | Singapore                                                                    | Giochi asiatici 1958                                                         | -                                                                            |                                                                              |
| 30-5-1958                                                                    | Tokyo                                                                        | Corea del Sud                                                                | 3 – 1                                                                        | Vietnam del Sud                                                              | Giochi asiatici 1958                                                         | -                                                                            |                                                                              |
| 31-5-1958                                                                    | Tokyo                                                                        | Corea del Sud                                                                | 3 – 1                                                                        | India                                                                        | Giochi asiatici 1958                                                         | -                                                                            |                                                                              |
| 1-6-1958                                                                     | Tokyo                                                                        | Taiwan                                                                       | 3 – 2                                                                        | Corea del Sud                                                                | Giochi asiatici 1958                                                         | -                                                                            |                                                                              |
| Totale                                                                       |                                                                              | Presenze                                                                     | 16                                                                           |                                                                              | Reti                                                                         | 1                                                                            |                                                                              |